# Terpna subalba
Terpna subalba là một loài bướm đêm trong họ Geometridae.